# Głęboki sen
Głęboki sen (ang. The Big Sleep) – powieść amerykańskiego pisarza Raymonda Chandlera, opublikowana w 1939 (pierwsze polskie wydanie 1975). Jest to debiutancka powieść Chandlera, a równocześnie pierwsza książka, w której pojawia się postać Philipa Marlowe’a.

## Fabuła
Narratorem Głębokiego snu – jak i innych powieści Chandlera – jest Philip Marlowe, prywatny detektyw z Los Angeles. Otrzymuje zlecenie od generała Sternwooda – ma pośredniczyć w negocjacjach z szantażystą posiadającym materiały kompromitujące Carmen, młodszą córkę generała. Szybko okaże się, że również jej siostra Vivian ma interes do detektywa, a sprawę komplikuje znalezienie, w atelier służącym do robienia pornograficznych zdjęć, zwłok mężczyzny rzekomo zamordowanego przez Carmen.

## Ekranizacje
- Wielki sen (1946) z Humphreyem Bogartem
- Wielki sen (1975) z Robertem Mitchumem

## Inne informacje
- W 1991 roku Robert B. Parker napisał kontynuację Głębokiego snu, jako ostatnią książkę o detektywie Marlowe. Nosi ona tytuł Wielkie marzenie[4].